# Morti nel 688
| Questa pagina contiene informazioni ricavate automaticamente dalle voci biografiche con l'ausilio del template Bio e di un bot. L'aggiornamento è periodico e automatico e ricostruisce completamente la pagina. Se manca una persona in questa lista, sei pregato di non aggiungerla, ma accertati piuttosto che la sua voce biografica contenga il template Bio e che i dati anagrafici siano correttamente compilati. Se il template Bio manca, inseriscilo tu stesso o, in alternativa, metti l'avviso {{tmp\|Bio}} che ne segnala la mancanza. Se i dati riportati sono sbagliati, correggi direttamente la voce biografica; le modifiche saranno visibili in questa lista entro pochi giorni. Per chiarimenti vedi il progetto biografie. La lista contiene solo le 9 persone che sono citate nell'enciclopedia e per le quali è stato implementato correttamente il template Bio. Pagina aggiornata al 10 feb 2025. |

- 17 ottobre - Anstrude di Laon, monaca cristiana franca
- Máel Dúin mac Conaill, re
- Kusayla, condottiero e sovrano berbero (n. 640)
- Pertarito, sovrano longobardo
- Putta, vescovo britannico
- Rictrude di Marchiennes, principessa franca
- Vamba, sovrano visigoto
- Bertario, funzionario franco
- Zayd ibn Arqam, arabo